# Pigmentos microbianos

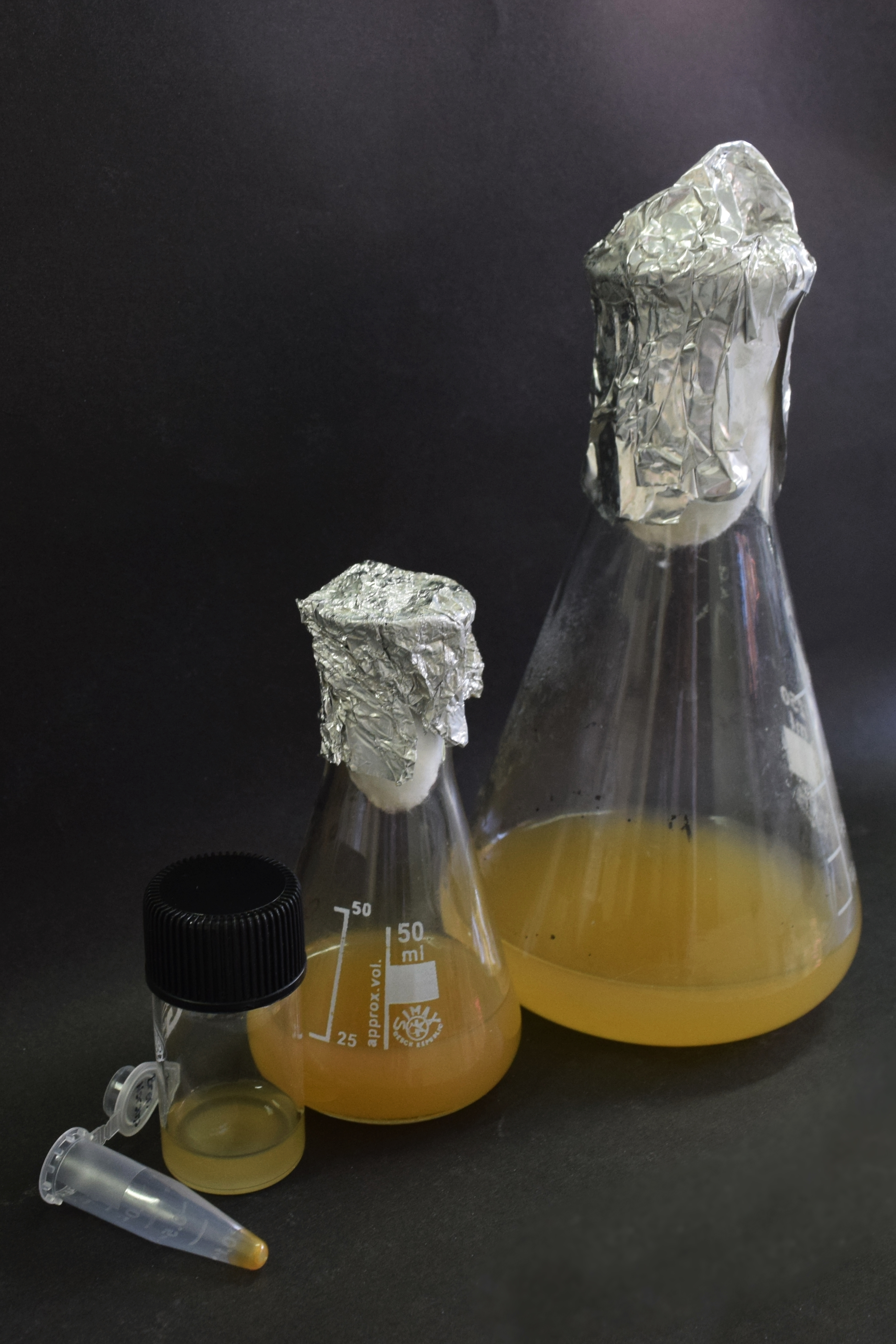
Producción de pigmentos microbianos a escala de laboratorio.

Los pigmentos microbianos son compuestos colorantes producidos de manera natural por bacterias, levaduras, hongos filamentosos y microalgas. Estos metabolitos secundarios tienen funciones ecológicas en los microorganismos, como protección frente a la radiación ultravioleta, defensa contra depredadores o señalización. En contextos aplicados, destacan por ser biodegradables, seguros para la salud humana y por tener propiedades bioactivas, lo que los convierte en alternativas viables frente a pigmentos sintéticos derivados del petróleo.

## Importancia histórica y actual
Algunas culturas utilizaron microorganismos pigmentados en prácticas ancestrales de fermentación o coloración de tejidos. Sin embargo, la investigación científica se intensificó durante el siglo XX al identificarse los efectos tóxicos de ciertos colorantes artificiales. A partir de entonces, los pigmentos de origen microbiano se consolidaron como candidatos promisorios en sectores como la alimentación, la medicina, la cosmética y la industria textil. La posibilidad de producirlos a partir de residuos, en condiciones controladas y sin depender de cultivos agrícolas, refuerza su relevancia actual.

## Tipos de pigmentos microbianos y clasificación química
Los pigmentos microbianos se clasifican según su estructura química en varias familias. Los carotenoides, como la astaxantina, el β-caroteno y la zeaxantina, son compuestos lipofílicos. Las antraquinonas, comunes en hongos, poseen propiedades antimicrobianas. La prodigiosina es de color rojo, mientras que la violaceína es de color púrpura. Otros pigmentos relevantes son las melaninas, que actúan como filtros solares naturales, y los pigmentos del género Monascus, ampliamente usados en Asia para colorear alimentos.

## Producción y optimización biotecnológica

### Fermentación
La fermentación microbiana es el método más utilizado para la producción de pigmentos. Se realiza en biorreactores donde se controlan variables como temperatura, pH, oxígeno disuelto y tipo de sustrato. En los últimos años se ha promovido el uso de residuos agroindustriales, como hidrolizados de paja de trigo o glicerol crudo, como fuentes de carbono y nitrógeno. Estos materiales no solo reducen los costos de producción, sino que aumentan la sostenibilidad del proceso.

### Ingeniería metabólica
El mejoramiento genético ha permitido optimizar rutas biosintéticas para aumentar el rendimiento de pigmentos. Se han utilizado técnicas como CRISPR/Cas9 para editar genes clave en cepas nativas o para expresar las rutas en huéspedes modelo como Escherichia coli y Saccharomyces cerevisiae. Esto facilita un control más preciso sobre la producción, incluso con compuestos que en su forma natural son difíciles de escalar industrialmente.

### Técnicas de extracción sostenibles

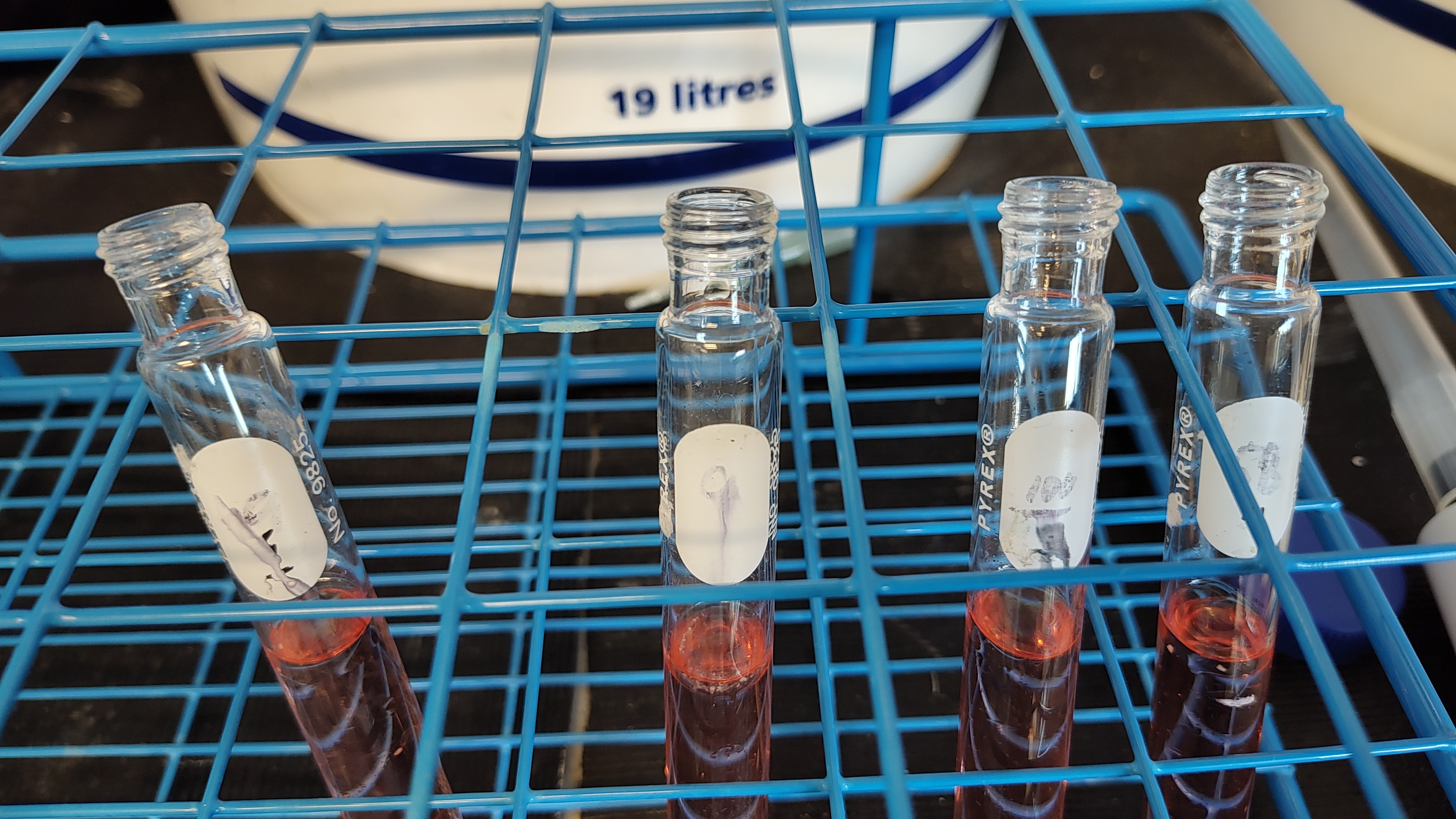
Extracción de pigmentos de Rhodosporidium toruloides.

La recuperación de pigmentos a partir del cultivo microbiano se enfrenta a desafíos como la degradación térmica o la pérdida por oxidación. Por ello, se han desarrollado métodos no convencionales de extracción, como ultrasonido, campos eléctricos pulsados y el uso de líquidos presurizados. Estas estrategias permiten reducir el uso de disolventes tóxicos y preservar la actividad bioquímica de los compuestos extraídos.

## Aplicaciones industriales

### Industria alimentaria
En alimentos, los pigmentos microbianos funcionan como colorantes naturales y aditivos funcionales. Por ejemplo, la astaxantina se emplea en la pigmentación de salmón de criadero, mientras que el β-caroteno se usa en productos lácteos. Muchos de estos compuestos tienen además propiedades antioxidantes que prolongan la vida útil de los productos y aportan beneficios a la salud del consumidor.

### Farmacéutica y medicina
Algunos pigmentos tienen actividad biológica destacada. La prodigiosina ha mostrado propiedades anticancerígenas en estudios preclínicos, mientras que la violaceína tiene efectos antiinflamatorios y antiparasitarios. Las antraquinonas fúngicas también se usan como agentes de diagnóstico por su fluorescencia y afinidad estructural con biomoléculas.

### Cosméticos
En el sector cosmético, las melaninas microbianas se investigan como ingredientes activos en protectores solares naturales. También se utilizan pigmentos de Monascus y otros hongos para crear tintes estables en maquillaje, con la ventaja de ser menos irritantes que sus equivalentes sintéticos.

### Textil
Los pigmentos microbianos pueden emplearse como colorantes en fibras textiles. Por ejemplo, la violaceína se ha aplicado con éxito sobre algodón, mientras que pigmentos derivados de hongos se han utilizado en teñidos de seda. Estos tintes naturales requieren menos productos químicos auxiliares y generan menos residuos tóxicos en comparación con los sintéticos.

### Otros sectores
También se han documentado usos en biomarcadores para investigación celular, en acuicultura para la pigmentación de peces y crustáceos, e incluso en dispositivos ópticos experimentales que emplean pigmentos fluorescentes bacterianos.

## Beneficios y limitaciones
Los pigmentos microbianos son biodegradables y su producción no genera subproductos peligrosos como metales pesados ni residuos carcinógenos. En términos de salud, la mayoría son no tóxicos y algunos, como los carotenoides, tienen propiedades nutracéuticas reconocidas, incluyendo funciones como provitamina A. Además, al emplear residuos como sustratos, se reduce la competencia con cultivos agrícolas y se mejora la sostenibilidad económica. Sin embargo, aún existen limitaciones técnicas, como los costos de producción en escala y la estabilidad de los pigmentos frente a factores como la luz, el pH o la temperatura.